# 藤井苏堂
藤井苏堂（1814年11月—1890年10月30日），日本广岛县福山人，是日本江户后期著名南画家。字子裕、士裕，别号千种园，又号藤井绿筠，60岁隐居后屋号带屋。

## 生平
藤井苏堂于日本文化11年（1814年）出生于日本广岛县福山。23岁时拜起名士南画家藤井松林为师，明治维新时期54岁时当选下议员，明治7年(1874年)60岁时开始隐居。他工于詩書，并擅长画山水与四君子（梅竹兰菊）